# 谷口和花子
谷口 和花子（たにぐち わかこ、1973年7月24日 - ）は、日本の女性声優。81プロデュース所属。神奈川県横浜市出身。

## 人物
声優としてはアニメを中心に活躍している。
趣味・特技は北京語（片言）、書道4段。

## 出演
太字はメインキャラクター。

### テレビアニメ
- それいけ!アンパンマン（1997年 - 1999年、クロワッサン姫〈2代目〉）
- ああっ女神さまっ 小っちゃいって事は便利だねっ（1998年、一子、赤ちゃん）
- 爆走兄弟レッツ&ゴー!! MAX（1998年、男の子A）
- ポケットモンスター（1998年、ヤスジムのお姉さん）
- グラビテーション（2000年、レポーターB）
- とっとこハム太郎（2000年、ユウジくん）

### OVA
- ゴルゴ13〜QUEEN BEE〜（1998年、ジョージ）

### ゲーム
- ファイナルファイト タフ（1995年、ルシア）

### 吹き替え
- アメリカン・パイ
- D.N.A.V
- マドレーヌといっしょに（1998年、ノナ）